# Heleia squamiceps
Heleia squamiceps là một loài chim trong họ Zosteropidae.